# Ângelo Martins
Ângelo Gaspar Martins Pereira (født 19. april 1930 i Porto, Portugal, død 11. oktober 2020) var en portugisisk fodboldspiller (venstre back).
Martins spillede hele sin karriere hos Lissabon-storklubben Benfica og vandt adskillige titler med klubben. Det blev blandt andet til hele syv portugisiske mesterskaber og to sejre i Mesterholdenes Europa Cup.
På landsholdsplan spillede Martins 20 kampe for Portugals landshold, i perioden fra 1953 til 1962. 

## Titler
Primeira Liga
- 1955, 1957, 1960, 1961, 1963, 1964 og 1965 med Benfica

Taça de Portugal
- 1953, 1955, 1957, 1961, 1962 og 1964 med Benfica

Mesterholdenes Europa Cup
- 1961 og 1962 med Benfica